# General Villegas partido
General Villegas egy partido (körzet) Argentínában a Buenos Aires tartományban. A fővárosa General Villegas.

## Települések
| - General Villegas - Piedritas - Emilio V. Bunge - Coronel Charlone ( - Banderaló - Cañada Seca - Villa Sauze | - Santa Regina - Villa Saboya - Santa Eleodora - Massey - Pichincha |  |

## Népesség
| Lakosság | 5.233 | 19.403   | 26.401  | 24.100 | 24.702 | 26.225 | 27.494 | 28.960 |
| Változás | -     | +270,78% | +36,06% | -8,71% | +2,49% | +6,16% | +4,83% | +5,33% |